# ザムトゲマインデ・ヘームゼン
ザムトゲマインデ・ヘームゼン (Samtgemeinde Heemsen) は、ドイツ連邦共和国ニーダーザクセン州ニーンブルク/ヴェーザー郡北西部のザムトゲマインデ（集合自治体）である。

## 地理
ザムトゲマインデ内をヴェーザー川が流れている。

### 自治体の構成
このザムトゲマインデは、ドラーケンブルク、ハスベルゲン、ロールゼン、ヘームゼンの4町村からなり、アンデルテン、ガーデスビュンデン、リヒテンモーアといった集落を含む。本部所在地はロールゼンである。

## 歴史
このザムトゲマインデは、ニーダーザクセン州の市町村再編に伴い、1969年6月1日に成立した。

## 行政

### 議会
ザムトゲマインデの議会は20議席からなる。

### 紋章
赤地と金地に左右二分割。向かって左は銀の城塔、向かって右には黒いクマの手が描かれている。クマの手は向かって右に曲がっている。

### 姉妹自治体
- District Véron（フランス、アンドル＝エ＝ロワール県）1978年

## 経済と社会資本
ザムトゲマインデ・ヘームゼンはヨーロッパ最大のアスパラガス生産地の一つである。

### 交通
このザムトゲマインデは連邦道B209号線とB215号線により広域交通と結ばれている。鉄道路線はハノーファー - ブレーメン線が通っている。

## 引用
1. ↑  Landesamt für Statistik Niedersachsen, LSN-Online Regionaldatenbank, Tabelle A100001G: Fortschreibung des Bevölkerungsstandes, Stand 31. Dezember 2023